# Driftsethe
Driftsethe är en ortsteil i kommunen Hagen im Bremischen i Landkreis Cuxhaven i förbundslandet Niedersachsen i Tyskland. Driftsethe var en kommun fram till 1 januari 2014 när den uppgick i Hagen im Bremischen. Kommunen Driftsethe hade 640 invånare 2013.